# Rejec
Rejec je priimek več znanih Slovencev:
- Albert Rejec (1899—1976), narodnoobrambni delavec, soustanovitelj organizacije TIGR in publicist
- Emil Rejec (1932—1991), gospodarstvenik, direktor Zavoda za produktivnost dela
- Irena Rejec Brancelj (1962—2015), geografinja
- Ivan Rejec (1838—1880), rimskokatoliški duhovnik, učitelj in jezikoslovec
- Ivan Rejec (1878—1958), rimskokatoliški duhovnik in prevajalec
- Jakob Rejec (1865—1944), rimskokatoliški duhovnik in pesnik
- Jožica Rejec (*1955), dr. elektrotehnike, gospodarstvenica/menedžerka (predsednica uprave Domela)
- Jure Rejec (*1966), pesnik in muzejski kustos
- Maksimilijan Rejec (1907—1943), pravnik, tigrovec in partizan
- Tatjana Srebot Rejec (1926—2024), jezikoslovka germanistka/anglistka, zgodovinska publicistka (o TIGR-u)
- Tomaž Rejec, fizik
- Vanja F. Rejec, psihiater, doc.